# Ruch Chorzów
Ruch Chorzów (uitspraak: [ˈrux ˈxɔʐuf], ong. roech chozjoef) is een Poolse voetbalclub uit de stad Chorzów (woiwodschap Silezië). De club is een van de succesvolste clubs in Polen en is samen met Górnik Zabrze de recordkampioen in Polen met 14 titels.
De clubkleuren zijn blauw/wit. De rivalen van Ruch Chorzów zijn de clubs Górnik Zabrze en GKS Katowice. De club speelt in het Stadion Ruchu, maar wijkt voor grotere wedstrijden ook weleens uit naar het Stadion Śląski ("Silezië Stadion").

## Historie

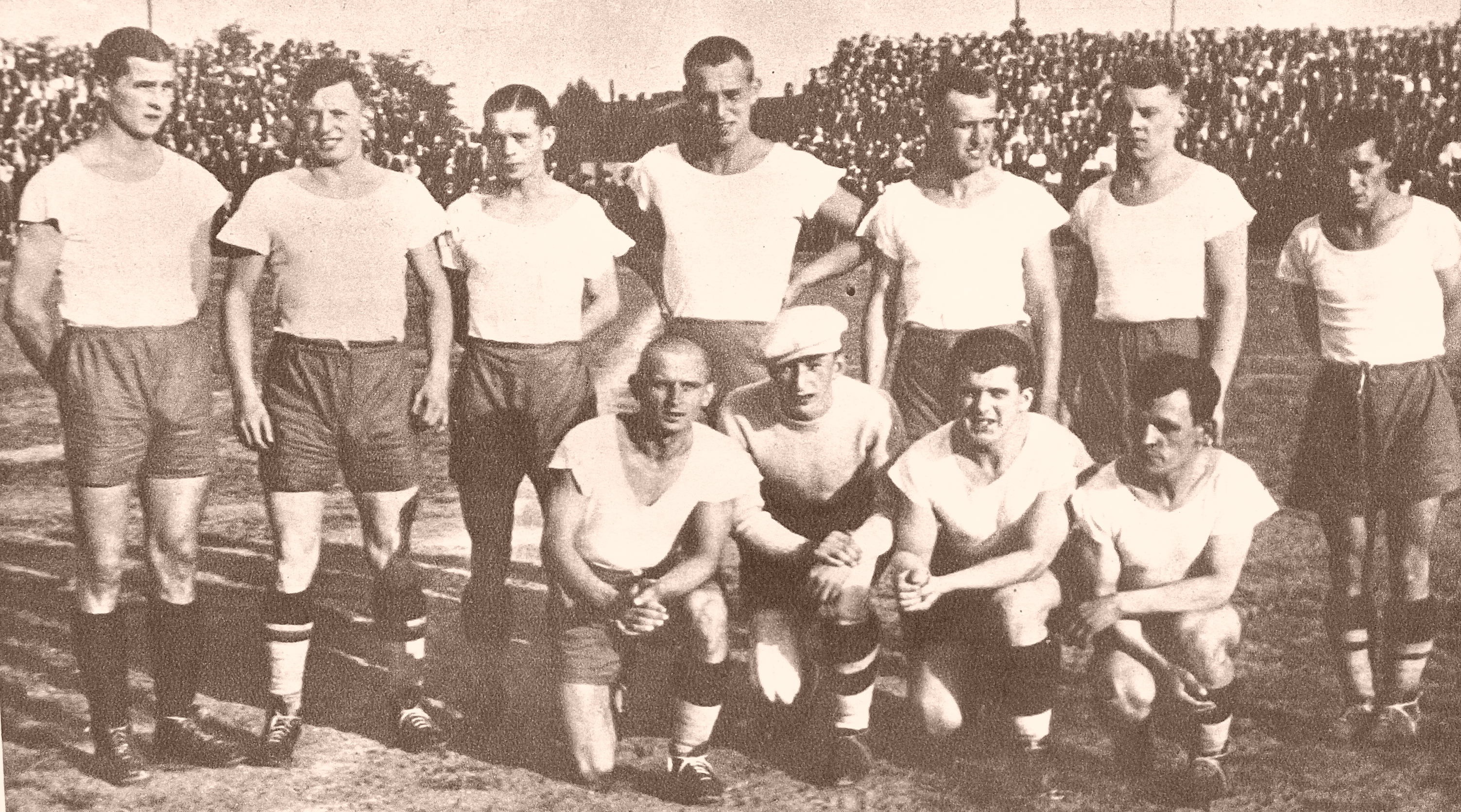
Het kampioensteam van Ruch uit 1938

De club werd op 4 april 1920 opgericht in het toen nog Pruisische dorp Bismarckhütte als Ruch Bismarkhuta, een club voor de Poolse bevolking van de stad. Nadat Bismarckhütte in 1922 onderdeel van Polen werd en de naam van de gemeente in Chorzów Batory gewijzigd werd wijzigde de naam in Ruch Chorzów. De club had geen eigen terrein en fuseerde daarom in 1923 onder druk van de Poolse regering met Bismarckhütter BC, dat over een eigen stadion beschikte. In de achtereenvolgende seizoenen 1933 tot 1936 werd viermaal op rij het kampioenschap van de Ekstraklasa binnengesleept, dankzij het succesvolle aanvallerstrio Gerard Wodarz, Teodor Peterek en Ernest Wilimowski, met laatstgenoemde als meest productieve spits. Ook in 1938 ging het kampioenschap naar Silezië en ten tijde van de inval van Polen stond Ruch fier aan kop.
De Duitse bezetters schaften Poolse clubs af en verboden Polen in competitieverband te spelen, waardoor de club verderging als Bismarckhütter SV 99, ter verwijzing aan het Duitse Bismarckhütter BC, wat in 1923 fuseerde met Ruch, waardoor de club verder mocht met bestaan. In 1941 moesten alle Volksduitsers (Sileziërs die als Duitser door het leven gingen om te mogen blijven voetballen) in dienst bij de Wehrmacht, waardoor er geen wedstrijden meer gespeeld konden worden.
Na de Tweede Wereldoorlog ving in 1946 weer de competitie aan, onder de naam Ruch Chorzów, maar het succes was verdwenen met Wilimowski, die als verrader werd gezien en niet meer terug hoefde te komen. Het zou tot 1951 duren alvorens Ruch weer kampioen werd, al was het omdat in dat jaar de beker werd gewonnen en de bond besloot Wisła Kraków's titel aan Ruch te geven. De twee jaar hierop werd wel weer de competitie gewonnen en ook in 1960 wonnen de Niebiescy de Ekstraklasa. Ruch bleef in de top meedraaien, met kampioenschappen in 1968, 1974 (inclusief bekerwinst), 1975 en 1979 tot gevolg.
In 1987 degradeerde Ruch, maar kwam het meteen sterk terug door in 1989 nog één keer kampioen te worden, waardoor het op 14 landskampioenschappen komt en nog altijd (gedeeld) eerste staat in meeste kampioenschappen. In 1995 degradeerde Ruch opnieuw, maar werd tijdens het eenjarige verblijf in de I Liga voor de derde keer in haar geschiedenis de beker gewonnen. In 2003 degradeerde de club weer, maar zou het dit keer tot 2007 duren voor de club terugkwam op het hoogste niveau. In 2013 eindigde de club opnieuw op een degradatieplaats, maar werd het gered doordat Polonia Warschau geen licentie kreeg en het zo voor de 74e keer mag deelnemen aan de Ekstraklasa.

### Naamswijzigingen

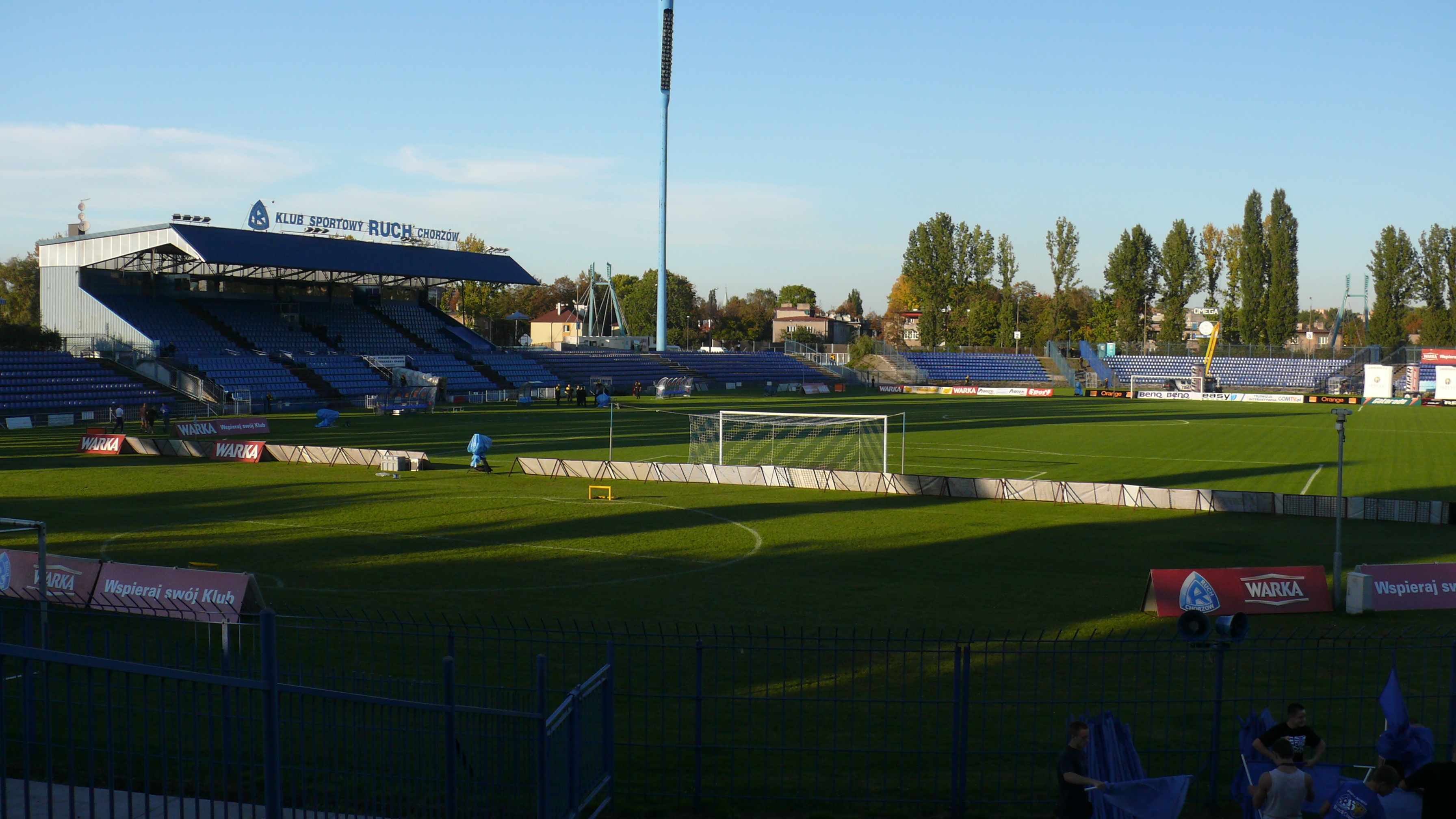
Stadion Ruchu

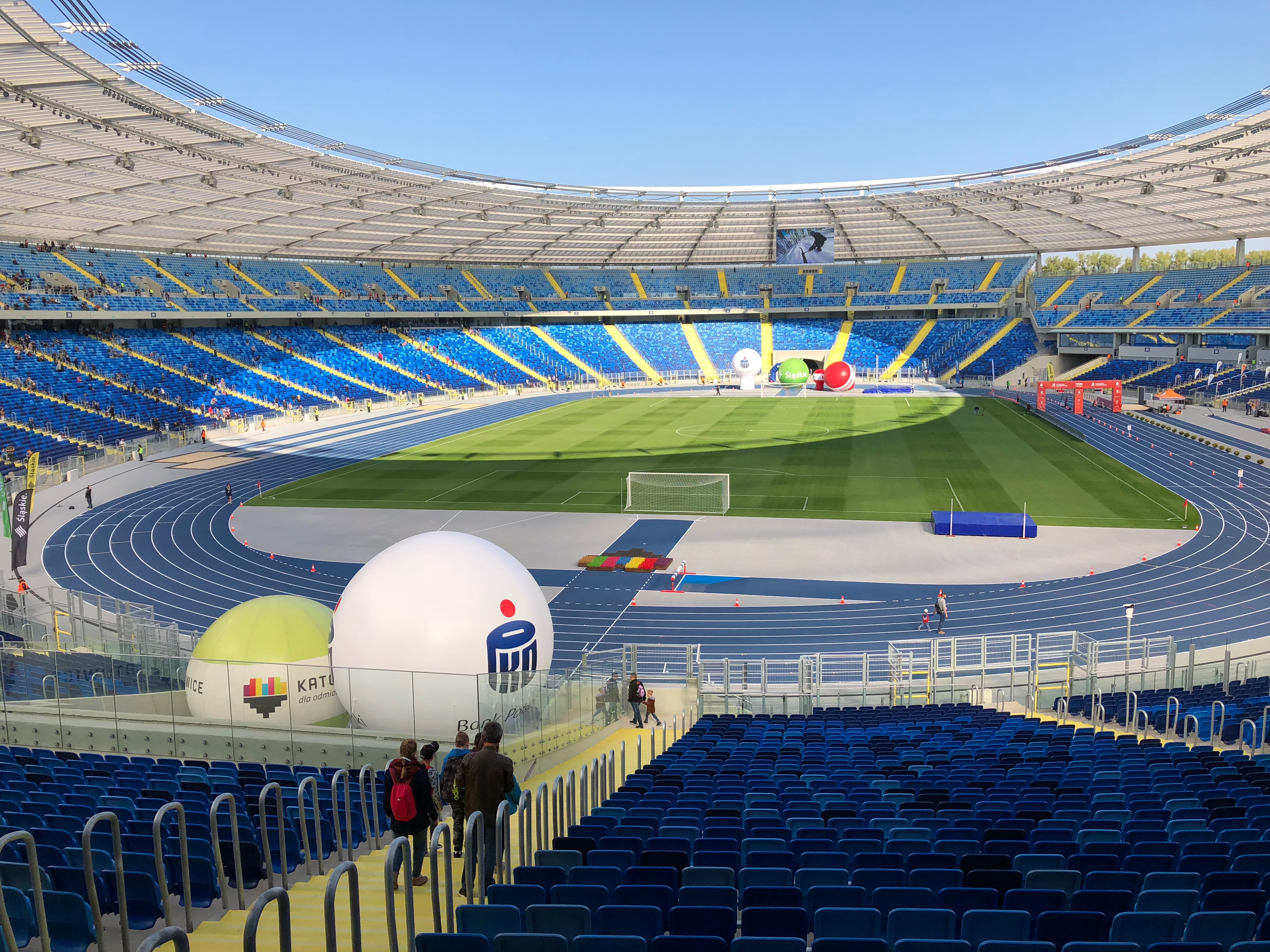
Stadion Śląski

De club werd in 1920 opgericht als KS Bismarkhuta. Sindsdien is de naam vele keren veranderd:
- 1922 - KS Ruch Bismarkhuta
- 1923 - KS Ruch Wielkie Hajduki
- 1923 - KS Ruch BBC Wielie Hajduki (na een fusie met Bismarckhütter Ballspiel Club)
- 1924 - KS Ruch Wielkie Hajduki
- 1939 - KS Ruch Chorzów
- 1939 - Bismarckhütter SV 99
- 1945 - KS Ruch Chorzów
- 1948 - ZKS Ruch Chorzów
- 1949 - KS Chemik Chorzów
- 1949 - ZS Unia Chorzów (fusie van Chemik, Leśnika en Drzewiarza)
- 1955 - ZKS Unia-Ruch Chorzów
- 1956 - Klub Sportowy Ruch Chorzów
- 2002 - Klub Sportowy Ruch w Chorzowie

## Erelijst
- Pools landskampioenschap (14x):

1933, 1934, 1935, 1936, 1938, 1951, 1952, 1953, 1960, 1967/68, 1973/74, 1974/75, 1978/79, 1988/89
- Poolse beker (3x):

1950/51, 1973/74, 1995/96

## Ruch Chorzów in Europa
Ruch Chorzów speelt sinds 1969 in diverse Europese competities. Hieronder staan de competities en in welke seizoenen de club deelnam:
- Europacup I (4x)

1974/75, 1975/76, 1979/80, 1989/90
- Europa League (3x)

2010/11, 2012/13, 2014/15
- Europacup II (1x)

1996/97
- UEFA Cup (3x)

1972/73, 1973/74, 2000/01
- Intertoto Cup (1x)

1998
- Jaarbeursstedenbeker (2x)

1969/70, 1970/71

## Huidige selectie (2015/16)

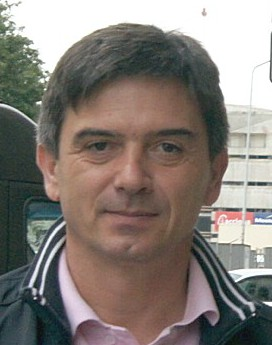
Waldemar Fornalik (Trainer)

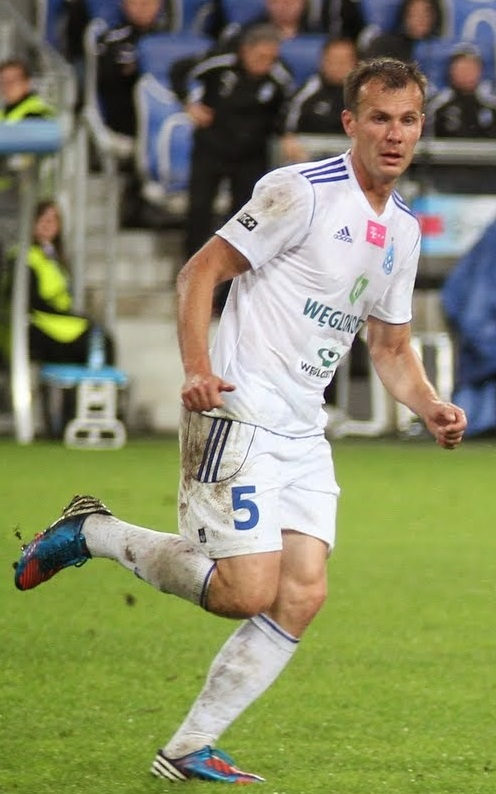
Marek Zieńczuk

Laatst bijgewerkt: 7 september 2015
| Nummer      | Naam               |
| DOEL        | DOEL               |
| ----------- | ------------------ |
| 1           | Kamil Lech         |
| 30          | Matúš Putnocký     |
| 84          | Wojciech Skaba     |
| VERDEDIGING |                    |
| 2           | Mateusz Cichocki   |
| 14          | Michał Koj         |
| 15          | Martin Konczkowski |
| 20          | Marek Szyndrowski  |
| 23          | Paweł Oleksy       |
| 39          | Michał Helik       |
| 51          | Rafał Grodzicki    |
| MIDDENVELD  |                    |
| 4           | Łukasz Surma       |
| 5           | Marek Zieńczuk     |
| 6           | Michał Szewczyk    |
| 7           | Maciej Iwański     |
| 8           | Artur Lenartowski  |
| 10          | Patryk Lipski      |
| 13          | Rołand Gigołajew   |
| 17          | Maciej Urbańczyk   |
| 27          | Kamil Mazek        |
| 29          | Kamil Włodyka      |
| 66          | Miłosz Trojak      |
| AANVAL      |                    |
| 9           | Adam Setla         |
| 11          | Michał Efir        |
| 18          | Mariusz Stępiński  |
| 97          | Łukasz Siedlik     |
| Coach       | Waldemar Fornalik  |

## Spelers

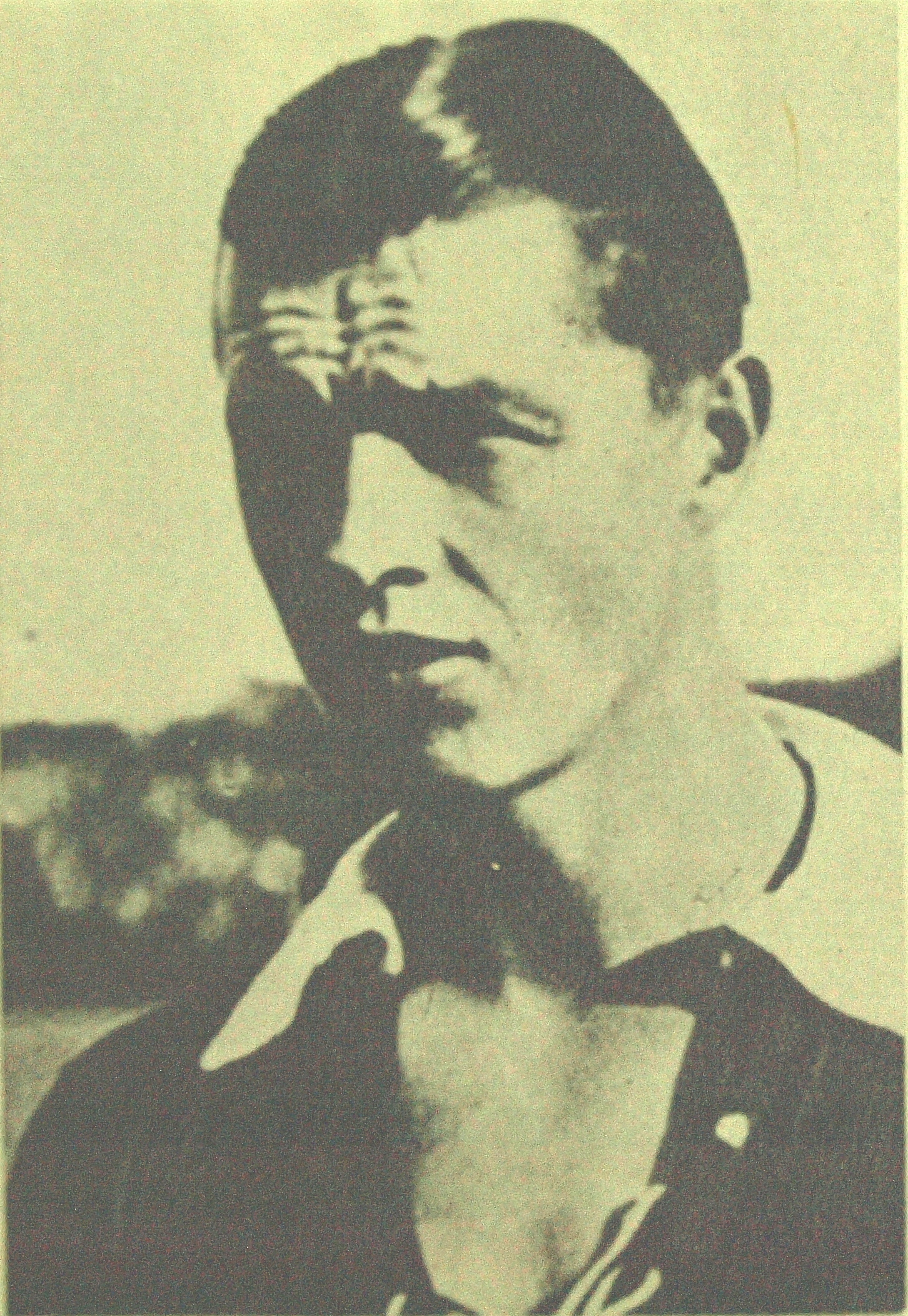
Teodor Peterek

- Marcin Baszczyński
- Martin Fabuš
- Dariusz Gęsior
- Rafał Grodzicki
- Teodor Peterek
- Krzysztof Warzycha
- Ernest Wilimowski
- Gerard Wodarz
- Marek Zieńczuk